# بروس فيلدز
بروس فيلدز (بالإنجليزية: Bruce Fields)‏ هو لاعب كرة قاعدة أمريكي، ولد في 6 أكتوبر 1960 في كليفلاند في الولايات المتحدة.

## وصلات خارجية
- بروس فيلدز على موقعبيزبول رفرنس.كوم (الدوري الرئيسي) (الإنجليزية)
- بروس فيلدز على موقعبيزبول رفرنس.كوم (الدوري الثانوي) (الإنجليزية)